# Villa di Prumiano
Villa di Prumiano si trova in via di Cortine 12 a Barberino Val d'Elsa.

## Storia e descrizione
La villa fa parte del borgo di Cortine, insieme con la villa di Cortine. Appartenuta per secoli ai principi Corsini, dal 1984 è di proprietà della cooperativa La Chiara di Prumiano, che la utilizza per attività ricettive e artigianali.
Si compone di una villa padronale, una cappella e numerosi annessi, usati un tempo come abitazioni dei contadini e locali di servizio per l'agricoltura. Nata da varie aggiunte nei secoli, la villa si sviluppò a partire da un nucleo centrale, ingrandito nel tardo Rinascimento.
Ha l'ingresso sulla facciata principale ravvivato da una scalinata che porta al piano nobile, attraverso un portale a tutto sesto incorniciato da bugnato. Le finestre sono bordate di pietra, secondo la tradizione tipica toscana. Al pian terreno si incontra un salone, che è aperto sul retro, dove un terrapieno permette un'ampia visuale sulla vallata.
La cappella ha una facciata a capanna, con lesene decorative e ingresso ad arco.